# Ruslan Kemilewitsch Besrukow
Ruslan Kemilewitsch Besrukow (russisch Руслан Кэмилевич Безруков; * 21. März 2002 in Rostow am Don) ist ein russischer Fußballspieler.

## Karriere
Besrukow begann seine Karriere beim FK Rostow. Im Oktober 2020 stand er erstmals im Profikader Rostows, zu einem Einsatz für die erste Mannschaft kam er aber nie. Im September 2021 wechselte er innerhalb der Stadt zum Drittligisten FK SKA Rostow. Für SKA absolvierte er in der Saison 2021/22 26 Spiele in der Perwenstwo PFL.
Zur Saison 2022/23 wechselte Besrukow zum Zweitligisten FK Neftechimik Nischnekamsk. Bei Neftechimik gab er im Juli 2022 sein Debüt in der Perwenstwo FNL. Für Neftechimik lief er siebenmal in der zweithöchsten Spielklasse auf, ehe er den Verein schon im August 2022 wieder verließ und zum Ligakonkurrenten Rubin Kasan wechselte. Für die Tataren lief er bis Saisonende 17 Mal in der FNL auf, als Zweitligameister stieg er mit Rubin zu Saisonende in die Premjer-Liga auf. Sein Debüt im Oberhaus gab er im September 2023 gegen den FK Fakel Woronesch. Bis zum Ende der Saison 2023/24 kam er zu 19 Einsätzen.